# 663

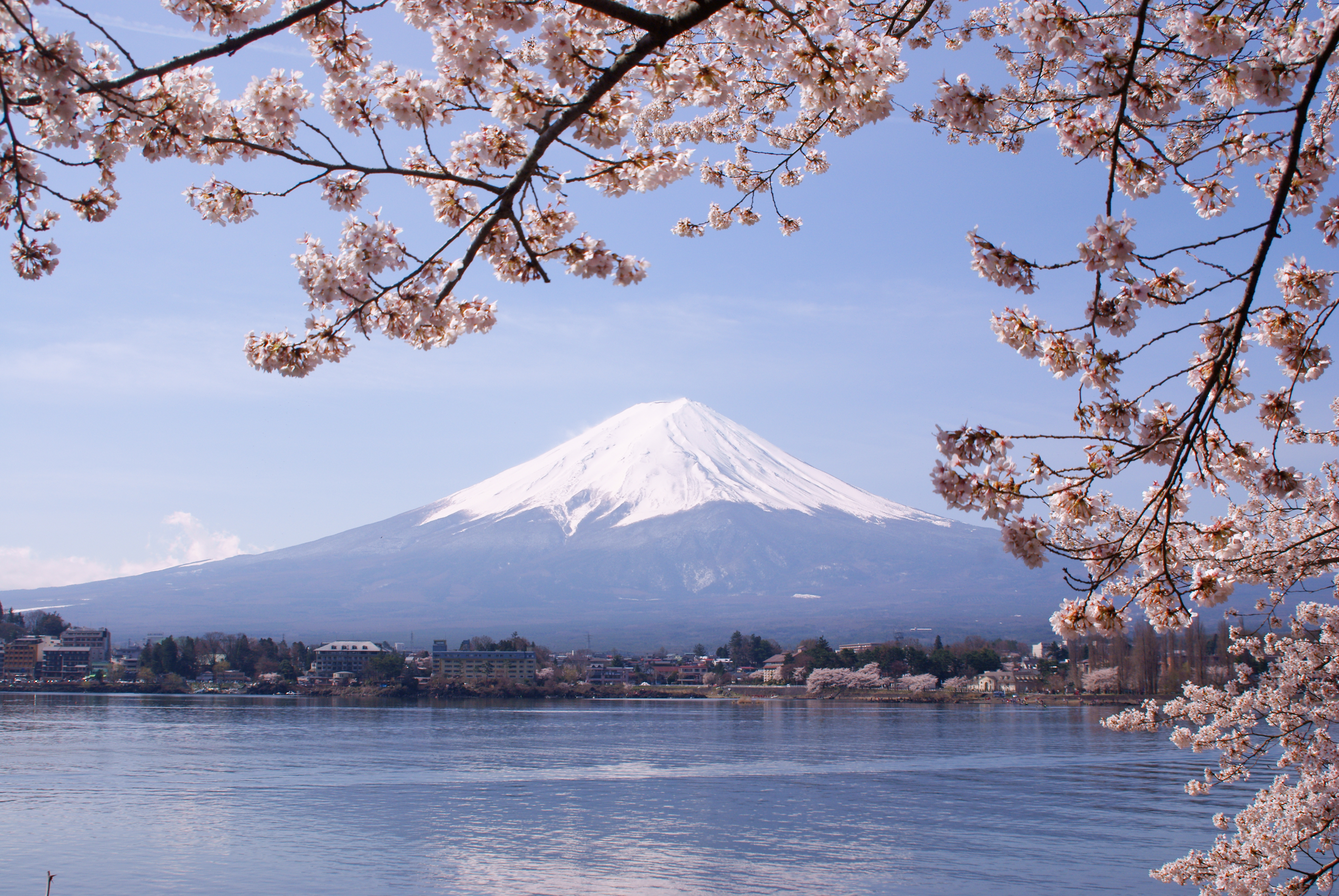
De berg Fuji (gelegen aan het Kawaguchimeer)

Het jaar 663 is het 63e jaar in de 7e eeuw volgens de christelijke jaartelling.

## Gebeurtenissen

### Byzantijnse Rijk
- 5 juli - Keizer Constans II legt een 12-daags staatsbezoek aan Rome af. Hij wordt met alle eer ontvangen door paus Vitalianus en door hem vergezeld naar de Sint-Pietersbasiliek. Constans is de eerste Byzantijnse keizer in tweehonderd jaar die Rome bezoekt. Hij herstelt de betrekkingen met Rome.
- Constans II geeft opdracht om de monumenten in Rome te ontmantelen – beelden, ornamenten en zelfs bronzen dakpannen van de koepel van het Pantheon – worden verscheept naar Sicilië. Tijdens de terugreis naar Constantinopel wordt het transport met de roofbuit overvallen door Arabische zeerovers.

### Brittannië
- Koning Oswiu van Northumbria valt het gebied van de Picten (Schotland) binnen. Hij vestigt zijn heerschappij over de Pictische koninkrijken Fiobh en Aonghas. (waarschijnlijke datum)

### Europa
- De Longobarden onder leiding van Grimoald I verslaan bij Forino (Campanië) het Byzantijnse leger. De steden Taranto en Brindisi worden heroverd, Constans II moet zich terugtrekken naar Napels. (waarschijnlijke datum)

### Azië
- Koning Mansong Mangtsen annexeert Tuyuhun ten noorden van Tibet en vernietigt de hoofdstad. De helft van de bevolking vlucht naar Lanzhou in de huidige provincie Gansu (China).
- De Fuji, hoogste berg van Japan, wordt voor het eerst beklommen door een onbekende boeddhistische monnik.

## Overleden
- 12 november - Kunibert, bisschop van Keulen (waarschijnlijke datum)